# 再版人
《再版人》（英語：The Clones）是香港電視廣播有限公司拍攝製作的時裝劇集，全劇共20集，由招振強擔任監製。
此劇於1984年首播，由當時正被TVB力捧的梁朝偉擔任男主角，劉嘉玲則是首次主演電視劇，兩人首次合作所擦出的火花，將再次重現觀眾眼前。梁朝偉更一人分飾兩角，一個斯文一個鬼馬，讓TVB發現了他的戲路多變，往後才有機會擔正其代表作《鹿鼎記》。梁朝偉於《再版人》首次與劉嘉玲合演情侶，還與老戲骨馮淬帆、歐陽佩珊、陳欣健、任達華等有多場對手戲，好戲連場。

## 故事大綱
劇情講述華裔留美科學家蔣晉（陳欣健飾），終日埋首研究複製人，其妻無法忍受，決定攜子離去，蔣晉見無法挽留妻兒，竟將兒子蔣嘉偉（梁朝偉飾）複製，將複製品交給妻子帶回香港。後來，蔣晉因其複製人研究觸犯科學禁忌，被美國大學開除，於是回港發展，與女醫生程詩華（歐陽佩珊飾）合作開診所。程詩華自幼在兒童院長大，後來得到兒童院當義工的電腦奇才劉漢忠（馮淬帆飾）夫婦幫助，完成醫科課程成為醫生。蔣晉透過程詩華認識劉漢忠，之後二人一同秘密進行複制人研究實驗，劉漢忠的電腦技術更可為複製人輸入記憶，令一個人可以完全複製。
程詩華除有自己診所外，亦在自己長大的兒童院當義務醫生。兒童院內有一性格孤僻之十七歲少年張嘉偉（梁朝偉飾），程詩華覺他與自己童年時很相似，決心開導他。後來蔣晉透過程詩華認識張嘉偉，發現他即是自己兒子蔣家偉的複製品，蔣晉前妻去世後，張嘉偉舉目無親，被送入兒童院。程詩華有一鄰居王國海（任達華飾），與她成為鬥氣冤家，其侄子王大勇 ( 嚴秋華飾 ) 因車禍身亡，其屍體卻被蔣晉和劉漢忠取去，成功進行複製...

## 演員表
- 梁朝偉 飾 張嘉偉 / 蔣嘉偉
- 劉嘉玲 飾 鍾潔儀
- 歐陽珮珊 飾 程詩華
- 陳欣健 飾 蔣晉
- 任達華 飾 王國海
- 樊少皇 飾 童年張嘉偉 / 蔣嘉偉
- 馮粹帆 飾 劉漢忠
- 莊文清 飾 林小姿
- 蘇杏璇 飾 陳姑娘(兒童院舍監，鍾潔儀母親)
- 劉 江 飾 鍾潔儀父親
- 嚴秋華 飾 王大勇
- 歐陽震華 飾 沈國永
- 吳鎮宇 飾 李醫生
- 藍潔瑛 飾 護士
- 吳君如 飾 服飾店談/超市職員
- 陶大宇 飾 酒吧客人
- 焦 雄 飾 黃國海的大哥
- 吳家麗 飾 Judy
- 許紹雄 飾 孔東
- 駿 雄 飾 警察
- 徐廣林 飾 司機
- 駱應鈞 飾 保險公司人員
- 劉青雲 飾 考場學生
- 胡美儀 飾 王大勇女友